# Lockheed SR-71
Il Lockheed SR-71, meglio conosciuto con il soprannome non ufficiale Blackbird, era un ricognitore strategico statunitense che prestò servizio dal 1966 fino al 22 novembre 1989, anno in cui tutti gli esemplari furono dismessi a causa della soppressione dei fondi per il loro utilizzo.
Durante la sua carriera, l'SR-71 ha infranto alcuni record, ad oggi rimasti imbattuti, in particolare il primato, dal 1976, per la maggior velocità mai raggiunta da un aereo non sperimentale con pilota (3530 km/h) e l'altitudine massima (quasi 26000 m).

## Generalità
L'SR-71 Blackbird fu sviluppato a "Groom Lake" (meglio conosciuta come Area 51) e attualmente non è più in attività a causa degli elevatissimi costi di gestione. Dopo la fine della guerra fredda non è stata più effettuata nessuna ricerca per migliorarlo. Era affine al caccia intercettore YF-12A ed al ricognitore A-12, entrambi simili come forme e prestazioni.
Il 6 marzo 1990, un SR-71A prima del suo trasferimento al museo di Washington stabilì gli ultimi, nuovi record di percorrenza tra diverse località e nella traversata atlantica, in particolar modo:
- da West Coast ad East Coast – Distanza: 3869 km, Tempo: 1h07'53,69", Velocità media: 3417 km/h (Mach 3.21);[10]
- da Saint Louis a Cincinnati (Record) – Distanza: 500 km, Tempo: 8'31,97", Velocità Media: 3 524 km/h (Mach 3.31);
- da Kansas City a Washington D.C. (Record) – Distanza: 1 516 km, Tempo: 25'58,53", Velocità Media: 3 501 km/h (Mach 3.29).

Il suo record ufficiale di velocità è di 3 529,56 km/h, ma in una di queste tratte mantenne una media di 3 608 km/h pari a Mach 3,39.

## Tecnica
A causa dell'aspetto pionieristico del progetto Blackbird, il suo sviluppo fu costellato di problematiche mai affrontate o considerate sino a quel punto: ciò portò a sviluppare una serie di accorgimenti e di tecniche di grande interesse ingegneristico. L'aereo fu costruito non in Nevada, ma in California, a Burbank. Il progetto fu pieno di problemi in vari momenti, sia durante la costruzione sia durante l'utilizzo. Per trasportare l'aereo da Burbank all'Area 51, esso venne separato dalle ali e da tutte le parti mobili. Lungo il percorso, vennero rimossi gli spartitraffico, tolti gli alberi ai lati della carreggiata e l'intero intervento richiese l'appoggio della Polizia del Nevada, della California e di molti altri Stati.
Dopo l'arrivo all'Area 51, si presentò un nuovo problema: gli hangar erano troppo piccoli per contenerlo, quindi per lavorare sull'aereo era necessario smontare le ali e rimontarle prima del volo, posizionandole su un supporto. Dopo l'atterraggio, veniva eseguito il procedimento inverso per smontarle nuovamente.
L'aspetto più caratteristico di questo aereo sono sicuramente i suoi motori. Si tratta infatti di turboreattori convertibili durante la crociera a velocità supersonica a statoreattori, tramite un particolare complesso di valvole e tubi che bypassano i compressori e le turbine. In questa modalità la struttura a cono, posta davanti all'imbocco delle due turbine, genera un complesso sistema di onde d'urto che rallentano successivamente l'aria aumentandone la pressione, portandola a 400 volte quella atmosferica e permettendo il funzionamento del reattore senza il compressore a turbina. Durante la sperimentazione del Blackbird (costituita da graduali prove di velocità), ci fu un problema a Mach 2,5-2,6: a questa velocità si verificò una perdita di potenza di un reattore. La turbina infatti, non era più in grado di convogliare l'onda d'urto e la respingeva scaricandola dall'imbocco. A questo difetto si pose rimedio creando degli sfoghi che tenevano la pressione costante.

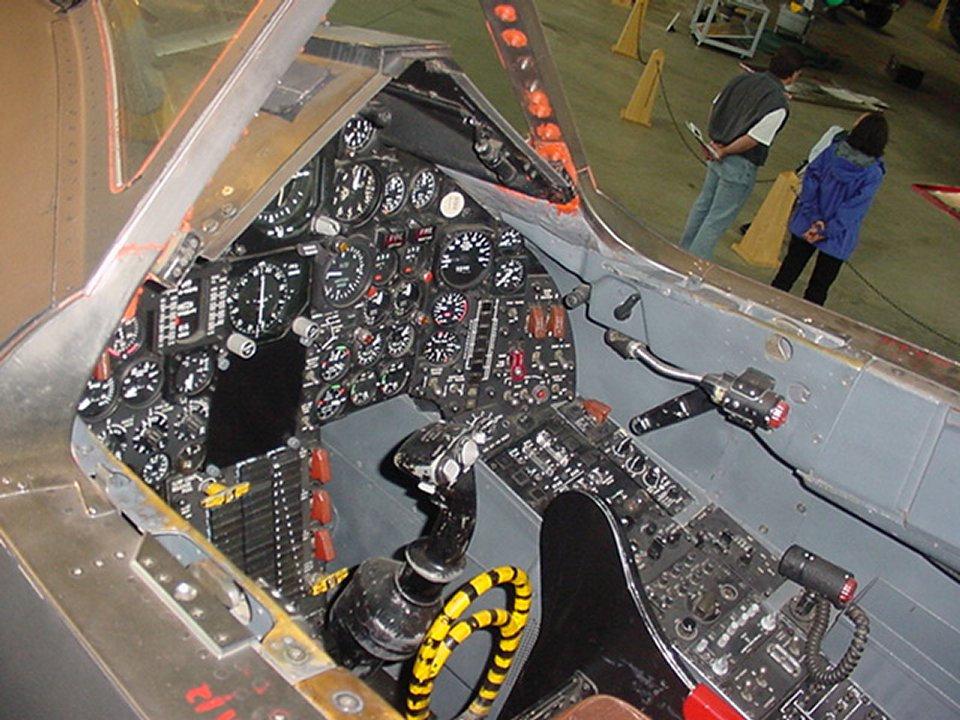
Il cockpit del Blackbird.

L'SR-71 aveva un particolare rivestimento in titanio. A velocità così alte (oltre Mach 3) le superfici esterne dell'aereo, pur trovandosi a elevata altitudine, e dunque ad una bassa densità atmosferica, raggiungono temperature superiori ai 300 °C per via della rapida compressione subita dall'aria che lambisce l'aereo, temperature che un normale rivestimento in lega di alluminio non sarebbe in grado di sopportare senza degrado delle caratteristiche meccaniche. L'elevata temperatura provoca addirittura un cambiamento di colore da nero a blu. Subito prima del decollo e dopo l'atterraggio si verificano perdite di carburante, ma ciò è voluto: i serbatoi sono progettati per diventare stagni grazie alla dilatazione termica durante il volo ad alta velocità evitando in tal modo anche la rottura dei serbatoi stessi. Per evitare che l'elevata temperatura dei pannelli esterni riscaldi l'intero aereo, il carburante viene pompato in intercapedini fra tali pannelli e la struttura dell'aereo, prima di essere mandato ai motori per essere bruciato, fungendo così da fluido refrigerante.
Come sistema di navigazione, per evitare lo scambio di onde elettromagnetiche ed essere completamente autonomo da sistemi di guida esterni (tipo GPS), utilizzava un sofisticato teodolite computerizzato, visibile dietro la cabina del pilota (solo nella versione A).
Durante le spedizioni di ricognizione in cui fu utilizzato, nessun esemplare fu mai abbattuto e/o danneggiato. Il velivolo partecipò a missioni segrete ancora oggi non rese pubbliche. Oltre che classificate, tali missioni erano anche particolarmente lunghe e i piloti venivano dotati di razioni di cibo da riscaldare semplicemente appoggiandole sul vetro, che alla velocità di ricognizione aveva una temperatura di qualche centinaio di gradi.
Il Lockheed SR-71 fu il primo aeroplano statunitense progettato con tecnologie stealth.

## Voli operativi in Europa
Le operazioni europee partivano dalla base della RAF di Mildenhall, Inghilterra. Venivano percorse due rotte: una era lungo la costa occidentale norvegese e lungo la penisola di Kola, dove erano situate diverse grandi basi navali della flotta settentrionale della Marina sovietica. Nel corso degli anni ci furono diversi atterraggi di emergenza in Norvegia, quattro a Bodø, due nel 1981 (volando da Beale, California) e due nel 1985 e ogni volta dei tecnici furono inviati per riparare gli aerei e renderli nuovamente operativi. L'altra rotta, da Mildenhall sul Mar Baltico, era conosciuta come "Baltic Express".
I piloti da caccia dell'Aeronautica Svedese riuscirono più volte ad agganciare sui radar di bordo un SR-71 entro il raggio di tiro: l'illuminazione del bersaglio veniva mantenuta confrontando la posizione del bersaglio, rilevata anche dai radar a terra, con il computer di controllo del fuoco dell'intercettore JA-37 Viggen. La porzione di spazio aereo più comune per il lock-on (aggancio) era il sottile tratto di spazio aereo internazionale tra Öland e Gotland che gli SR-71 usavano nei loro voli di ritorno.
Il 29 giugno 1987, un SR-71 era in missione sul Mar Baltico per spiare le postazioni sovietiche, quando uno dei motori esplose. L'aereo, che si trovava a 20.000 m di altitudine, perse rapidamente quota e virò di 180° a sinistra verso Gotland in direzione della costa svedese, violando lo spazio aereo del Paese scandinavo, dove venne ordinato a due JA 37 Viggen, impegnati in una esercitazione all'altezza di Västervik, di verificare la situazione. La missione era di fare un controllo al fine di prevenire incidenti e tensioni di ogni tipo con i Sovietici e di identificare un aereo di grande interesse. Si scoprì che l'aereo-spia americano era in evidente stato di pericolo: quindi il Comando della Difesa Aerea Svedese prese la decisione di farlo scortare dai suoi caccia intercettori al di fuori del Mar Baltico. Una seconda coppia di JA-37 armati, partiti dalla base di Ängelholm, sostituì la prima e portò a termine la scorta fino al confine con lo spazio aereo danese. L'evento è stato mantenuto segreto per oltre 30 anni e, quando il rapporto è stato desecretato, si è venuto a sapere che alcuni MiG-25 sovietici si erano alzati in volo immediatamente dopo l'avaria al motore del Blackbird con l'ordine o di abbatterlo o di costringerlo all'atterraggio. Uno di tali velivoli aveva anche agganciato un missile all'SR-71 danneggiato, ma, poiché l'aereo era protetto dalla scorta svedese, l'arma non venne lanciata. Il 29 novembre 2018 i quattro piloti svedesi coinvolti nel caso ricevettero la Air Medal dall'USAF.

## L'SR-71 nella cultura di massa
- Il prototipo del Blackbird YF-12 è tra i velivoli utilizzabili nel videogioco Tom Clancy's H.A.W.X., mentre l'SR-71 è scaricabile tramite DLC.[17] Compare inoltre diverse volte nella serie di Ace Combat[18].
- Nel film Space Cowboys (diretto da Clint Eastwood), Hawk, il personaggio interpretato da Tommy Lee Jones, racconta il suo passato da pilota del Blackbird mentre ispeziona un SR-71, dicendo: «È il mio Blackbird, l'ho portato al limite» fuori dal centro spaziale dov'è ambientata la prima parte del film. Il velivolo rappresenta il passato dell'aviazione militare e l'era in cui i piloti avevano grande gloria, in contrapposizione con l'avanzamento tecnologico che vede i computer come protagonisti e soluzione ad ogni problema, principale tema del film.
- Molte delle incarnazioni del velivolo "X-Jet", utilizzato dagli X-Men, sono chiaramente ispirate al Blackbird, a partire dal soprannome stesso. Nella serie Ultimate X-Men, il velivolo viene chiamato sempre Blackbird, ma la sua forma è più affine al bombardiere Northrop Grumman B-2 Spirit. L'aereo appare anche nei film della serie: X-Men, X-Men 2, X-Men - Conflitto finale, X-Men - L'inizio (in cui appare il prototipo che è per l'appunto un SR-71) e X-Men - Giorni di un futuro passato.
- Nel film Transformers - La vendetta del caduto, un esemplare di SR-71 ospitato allo Smithsonian National Air and Space Museum si trasforma nel Decepticon, più tardi divenuto Autobot, Jetfire. Curiosamente, il film è uscito nel 2009, a 20 anni di distanza dal pensionamento del Blackbird, e lo stesso Jetfire è rappresentato come un vecchio rottame afflitto da malfunzionamenti.
- Nel film Io sono leggenda il personaggio principale interpretato da Will Smith gioca a Golf sull'ala del Blackbird parcheggiato sul ponte della portaerei USS Intrepid, attualmente ancorata nel Porto di New York e facente parte dell'Intrepid Sea-Air-Space Museum. L'aereo in questione non è tuttavia l'SR-71, ma un modello precedente, il Lockheed A-12 OXCART.
- Nel film Iron Man, J.A.R.V.I.S. comunica a Tony Stark che il record di volo ad ala fissa, detenuto dall'SR-71, è di 26000 m.
- Nel film Star Wars: Episodio I - La minaccia fantasma l'argentea nave spaziale della regina Amidala è chiaramente ispirata alla tipica sagoma dell'SR-71.
- Nel film D.A.R.Y.L. il protagonista, un cyborg col corpo di un ragazzo e cervello elettronico, ruba un SR-71 da una base militare e impara a pilotarlo senza alcuna preparazione, grazie alla sua affinità con le macchine.
- Nel videogame Call of Duty: Black Ops l'SR-71 compare in una delle missioni giocabili nella modalità single-player e fa parte delle ricompense ("killstreaks") della modalità multi-player.
- Nel 1996 la casa motociclistica Honda decise di nominare un suo modello "Super Blackbird" in onore dell'omonimo aereo. Il modello corrisponde alla Honda CBR 1100XX.
- Breitling ha prodotto una serie speciale di Chronomat, modello dedicato ai piloti di aerei da guerra, denominata “Blackbird”.